# トレジャリー

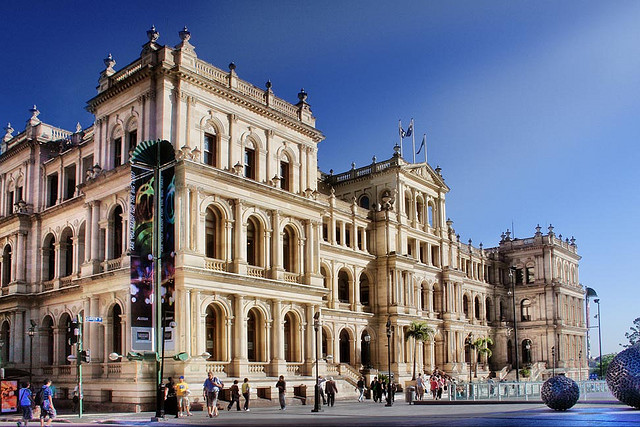
ブリスベンの旧州財務省庁舎 (トレジャリー・ビルディング)

トレジャリー (英: treasury) は、価値ある財を安全に守る場所、組織、機能。次のことを意味する。
- 英国財務省や米国財務省といった、財務と税務に関する政府機関
- コーポレート・トレジャリー (企業の資金財務)。ビジネスの文脈において、資金を扱う財務の業務機能。
- 財や宝が保管されている場所。国家や王室の財産、教会の宝物庫、私有財産を含む。宝庫。

組織的なトレジャリーの最高職位は通常、トレジャラー (資金財務管理者) と呼ばれる。この職位は、特に選ばれた代表者でない場合は、トレジャリーの最終的な意思決定権があるとは限らない。
英語のトレジャリーの形容詞は通常「treasurial (トレジャリー的な)」を用い、「tresorial (トレジャラー的な)」を用いることもできるが、こちらは通常はトレジャラーの形容詞として用いる。　

## 歴史

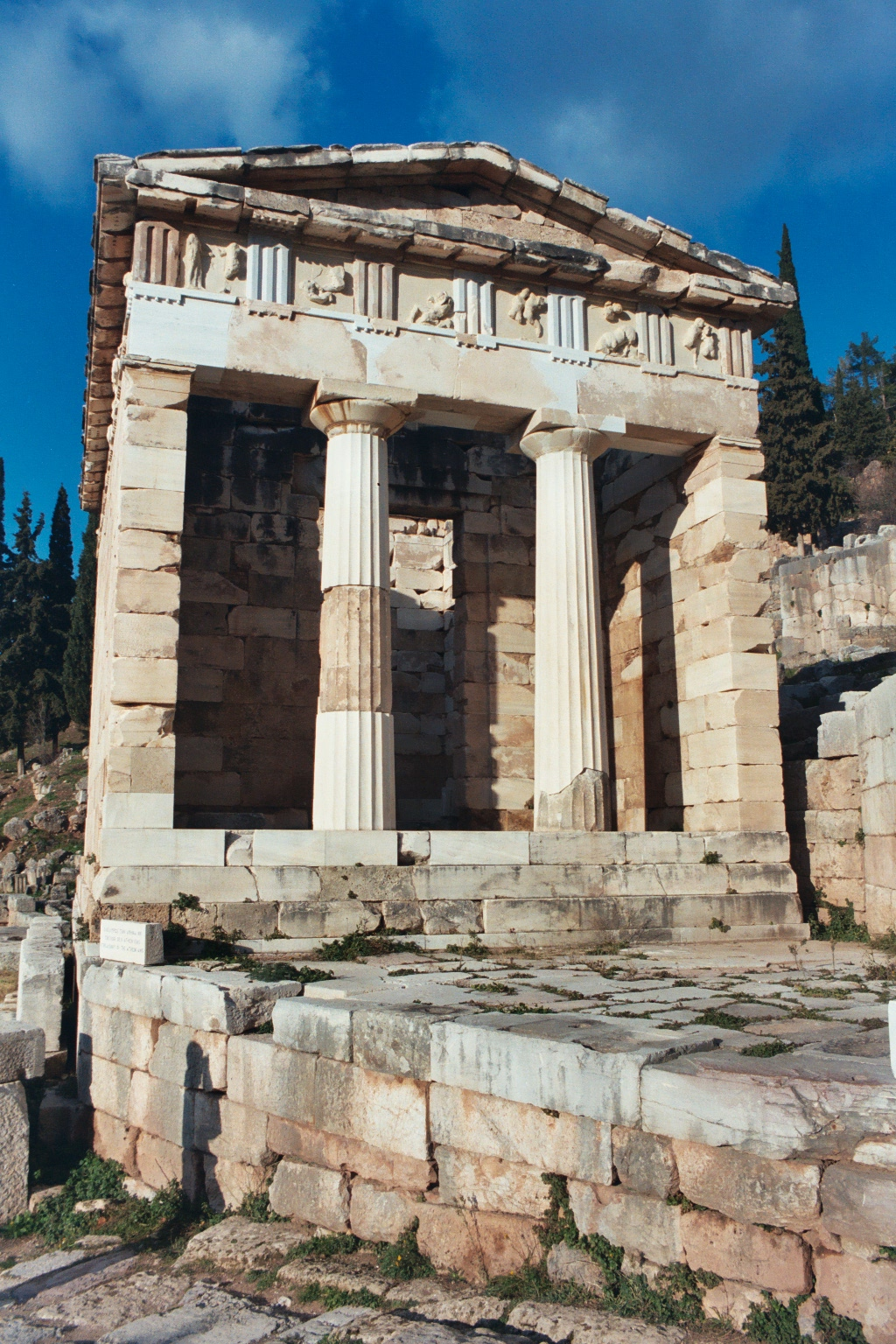
デルポイの宝庫は、マラトンの戦いの戦利品で建てられた。

発見された最古の銀金の工芸品は、ブルガリアのヴァルナ湖で、紀元前4000〜4250年まで遡るものである。銅のものは紀元前7000〜9000年まで遡る。
... そして、何千タレントもの重量の銀や、莫大な額に及ぶ王家の財宝もあった ... —カイサレイアのプロコピオス
トレジャリーの語源である「宝庫」という言葉は、神々への贈り物を納めるため建てられた奉納建造物を指して、古典時代に初めて使用された。例えば、デルポイのシフニア人の宝庫や、オリンピアで建てられた数多くの類似した建造物がある。それらは、古代オリンピックが行われる中、競い合う都市国家が他者に印象付けるためのものだった。
古代ギリシアでは、宝庫は多くの場合寺院などの宗教的な建物の中に物理的に組み込まれた。それによって国家の財産が神聖視され、これら財産へアクセスできる者に対して、刑事的な制約に加え道徳的な制約が課された。
古代エルサレムの宮殿内の君主の宝庫は、寺院の宝庫と性質が似ていると考えられている。定住地にある寺院の宝庫には任命された役人がおり、銀行のように機能していた。
 ... 実際のところ、ほとんど全ての都市には神聖なお金を扱う銀行として機能している場所がある ...  —アレクサンドリアのフィロン
ペルセポリスの発掘中、紀元前5世紀に遡る寺院の宝庫での営みについての情報を含む文書が発見された。エラム語で書かれたその文書では、宝庫長を「ガンザバラ (ganzabara)」と名していた 。
古代ローマの言葉で「アエラリウム (aerarium)」は元老院の宝庫を、「フィスクス (fiscus)」は皇帝が使用する帝国の宝庫を意味する
。

## 政府機関としてのトレジャリー

### トレジャリー
英国や米国において財政機関である財務省は「トレジャリー (英: Treasury)」と称される。英国では、財務大臣 (英: Chancellor of the Exchequer, チャンセラー・オブ・エクスチェッカー, 国庫を担当する大臣) が英国財務省 (英: His Majesty's Treasury, HM トレジャリー) を監督する。英国首相は「第一大蔵卿 (英: First Lord of the Treasury, ファースト・ロード・オブ・トレジャリー)」を伝統的な名誉職として務める。英国歳入関税庁 (英: His Majesty's Revenue and Customs, HM レベニュー & カスタムズ) は、税制を管理する。
米国では、米国財務省 (英: US Department of the Treasury) の財務官 (トレジャラー) が行政に任命された財務長官 (英: Secretary of the Treasury, セクレタリー・オブ・トレジャリー) に報告を行う。米国内国歳入庁 (IRS) は、米国財務省の歳入機関である。

### ミニストリー・オブ・ファイナンス
他の多くの国において財政機関である財務省は「ミニストリー・オブ・ファイナンス (MOF, 英: Ministry of Finance)」と称され、その最高責任者は財務大臣 (英: finance minister) である。日本の財務省をはじめ、シンガポール、マレーシア、ニュージーランド、カナダ、バハマ、ベルギー、スペイン、イタリア、オランダ、インド、パキスタン、ガーナ、ジンバブエ、バングラデシュ等がこれに該当する。

### 両者併存
一部の国においては、財政機関として「ミニストリー・オブ・ファイナンス」と「トレジャリー」の両方が併存しており、機能が分かれている。
ポーランド国庫 (スカルブ・パンストワ, ポーランド語: Skarb Państwa) は、ポーランド国家が民法関係の分野で行動する際に、対等なパートナーとして扱われる私法主体であり (国家が公権力を代表し、個人の法的状況を一方的に決定する公法関係とは対照的に) 、状況に応じて様々な当局関係者や機関が代表する。トレジャリーの省庁である国有財産省 (英: Ministry of State Treasury) を有していた。歴史的背景として、1590 年に公共トレジャリー (あるいは国有トレジャリー) が王室トレジャリーから分離された際、ポーランド王国の威信の下、設立された。
ウクライナ政府も、財務省 (ミニストリー・オブ・ファイナンス) と国家のトレジャリー・サービスである国家財務局 (英: State Treasury Service of Ukraine) が含まれる。（イタリアでも、統一された経済財務省 (英: Ministry of Economy) の設立以前は同様であった。）
オーストラリア連邦政府では、財務官 (トレジャラー) と財務大臣とが共存している。トレジャリーと称される財務省 (英: Department of the Treasury) は、政府予算の草案、経済政策 (金融政策を除く)、市場規制の一部、歳入政策 (オーストラリア税務局管理) を担う。ファイナンスを冠する財務・規制緩和省 (英: Department of Finance and Deregulation) は財務大臣による監督の下、予算管理、政府支出、市場規制緩和を担う。